# 西の富士勝治
西の富士 勝治（にしのふじ かつじ、1959年9月4日 - ）は、宮崎県東臼杵郡美郷町出身で九重部屋（入門時は井筒部屋）に所属した元大相撲力士。本名は下田 勝治（しもだ かつじ）。179cm、123kg。最高位は西十両10枚目（1981年9月場所）。得意手は右四つ、寄り。

## 経歴
小学校では剣道を習っていたが、中学校では柔道を習い始めた。中学卒業が近くなったので熊本県の鎮西高校へ願書を提出したが、当時の井筒親方（第52代横綱・北の富士）が素質を見込んで訪ねて来て勧誘され、周囲からも説得されて井筒部屋ヘ入門。
1975年3月場所に於いて、15歳で初土俵を踏んだ。1981年7月場所、21歳で十両昇進。新十両の場所では9勝6敗と勝ち越したが、翌9月場所では2勝13敗と大きく負け越し、2場所で幕下へ陥落した。その後は番付を下げていき、1982年11月場所では三段目に陥落した。1983年1月場所を最後に23歳で廃業。足腰の良さと柔軟な体格を活かした、右四つからの寄りと相撲勘を生かした投げの闘志に満ちた俊敏な取り口であった。しかし、投げにこだわってしまう傾向があり、それで負けることもあった。

## 主な成績
- 通算成績：180勝158敗7休  勝率.533
- 十両成績：11勝19敗  勝率.367
- 現役在位：48場所
- 十両在位：2場所

### 場所別成績
| | 一月場所 初場所（東京） | 三月場所 春場所（大阪） | 五月場所 夏場所（東京） | 七月場所 名古屋場所（愛知） | 九月場所 秋場所（東京） | 十一月場所 九州場所（福岡） |
| --- | ----------------------- | ----------------------- | ----------------------- | --------------------------- | ----------------------- | --------------------------- |
| 1975年 （昭和50年） | x                       | （前相撲）              | 東序ノ口6枚目 4–3       | 東序二段91枚目 6–1          | 西序二段25枚目 3–4      | 東序二段39枚目 5–2          |
| 1976年 （昭和51年） | 西序二段8枚目 4–3       | 東三段目70枚目 3–4      | 西三段目81枚目 4–3      | 東三段目68枚目 5–2          | 西三段目40枚目 3–4      | 西三段目51枚目 4–3          |
| 1977年 （昭和52年） | 西三段目31枚目 3–4      | 東三段目44枚目 4–3      | 西三段目31枚目 4–3      | 東三段目17枚目 6–1          | 東幕下42枚目 4–3        | 西幕下33枚目 3–4            |
| 1978年 （昭和53年） | 西幕下43枚目 4–3        | 西幕下32枚目 3–4        | 西幕下40枚目 5–2        | 西幕下25枚目 3–4            | 西幕下33枚目 3–4        | 東幕下40枚目 4–3            |
| 1979年 （昭和54年） | 西幕下31枚目 4–3        | 東幕下25枚目 4–3        | 東幕下18枚目 4–3        | 東幕下13枚目 4–3            | 西幕下9枚目 2–5         | 西幕下25枚目 4–3            |
| 1980年 （昭和55年） | 東幕下18枚目 4–3        | 東幕下13枚目 4–3        | 西幕下9枚目 5–2         | 東幕下4枚目 1–6             | 西幕下24枚目 2–5        | 西幕下41枚目 5–2            |
| 1981年 （昭和56年） | 東幕下25枚目 5–2        | 西幕下15枚目 6–1        | 東幕下3枚目 5–2         | 西十両12枚目 9–6            | 西十両10枚目 2–13       | 東幕下14枚目 3–4            |
| 1982年 （昭和57年） | 西幕下22枚目 3–4        | 東幕下32枚目 4–3        | 西幕下21枚目 3–4        | 西幕下34枚目 3–4            | 西幕下50枚目 3–4        | 西三段目5枚目 4–3           |
| 1983年 （昭和58年） | 東幕下56枚目 引退 0–0–7 | x                       | x                       | x                           | x                       | x                           |
| 各欄の数字は、「勝ち-負け-休場」を示す。 優勝 引退 休場 十両 幕下 三賞：敢=敢闘賞、殊=殊勲賞、技=技能賞 その他：★=金星 番付階級：幕内 - 十両 - 幕下 - 三段目 - 序二段 - 序ノ口 幕内序列：横綱 - 大関 - 関脇 - 小結 - 前頭（「#数字」は各位内の序列） |                         |                         |                         |                             |                         |                             |

## 改名歴
- 下田（しもだ）1975年3月場所 - 1978年3月場所
- 西の富士 勝治（にしのふじ かつじ）1978年5月場所 - 1978年11月場所
- 下田（しもだ）1979年1月場所
- 西の富士 勝治（にしのふじ かつじ）1979年3月場所 - 1983年1月場所